# Sad Beautiful Tragic
"Sad Beautiful Tragic"  é uma canção country da cantora e compositora Taylor Swift, contida em seu quarto álbum de estúdio Red (2012). A canção foi escrita por Taylor Swift mesmo, enquanto a produção foi feita por ela e Nathan Chapman. É a décima segunda música do álbum. Como Taylor Swift disse em uma entrevista  a canção é sobre uma história nebulosa uma recapitulação do que deu errado.

## Composição
Taylor escreveu a canção íntima quando ela estava sentada em seu ônibus de turnê após um show pensando em um relacionamento que tinha terminando há alguns meses. Ela explicou a Billboard: "O sentimento não era tristeza e raiva ou aquelas coisas. Foi perda melancólica. E então eu só tinha a minha guitarra e eu bati no fato de que eu estava pensando em termos de rima; eu rimava magia com trágico, mudei algumas coisas e Terminou com o caso de amor triste belo trágico. Eu queria contar a história em termos de uma lembrança turva do que deu errado. É uma espécie de cinza escuro, olhando para trás em algo que você não pode mudar ou voltar".

## Posições
| Posições (2012)                              | Melhor posição |
| -------------------------------------------- | -------------- |
| Canadá (Canadian Hot 100)                    | 92             |
| Estados Unidos (Billboard Hot Country Songs) | 37             |
| Bubbling Under Hot 100 Singles (Billboard)   | 18             |
| Billboard Hot 100 (Billboard)                | 118            |